# Pachyphyllum lycopodioides
Pachyphyllum lycopodioides är en orkidéart som beskrevs av Rudolf Schlechter. Pachyphyllum lycopodioides ingår i släktet Pachyphyllum och familjen orkidéer. Inga underarter finns listade i Catalogue of Life.